# Arcidiocesi di Cascavel
L'arcidiocesi di Cascavel (in latino Archidioecesis Cascavellensis) è una sede metropolitana della Chiesa cattolica in Brasile. Nel 2021 contava 349.970 battezzati su 468.163 abitanti. È retta dall'arcivescovo José Mário Scalon Angonese.

## Territorio
L'arcidiocesi comprende 16 comuni nella parte sud-occidentale dello stato brasiliano del Paraná: Cascavel, Capitão Leônidas Marques, Boa Vista da Aparecida, Lindoeste, Santa Tereza do Oeste, Corbélia, Cafelândia, Iguatu, Braganey, Guaraniaçu, Ibema, Campo Bonito, Catanduvas, Três Barras do Paraná, Santa Lúcia, Anahy e Diamante do Sul.
Sede arcivescovile è la città di Cascavel, dove si trova la cattedrale di Nostra Signora Aparecida (Nossa Senhora Aparecida).
Il territorio si estende su una superficie di 8.042 km² ed è suddiviso in 39 parrocchie.

### Provincia ecclesiastica
La provincia ecclesiastica di Cascavel, istituita nel 1979, comprende le seguenti suffraganee:
- diocesi di Foz do Iguaçu,
- diocesi di Palmas-Francisco Beltrão,
- diocesi di Toledo.

## Storia
La diocesi di Cascavel fu eretta il 5 maggio 1978 con la bolla Cum Toletanus di papa Paolo VI, ricavandone il territorio dalla diocesi di Toledo. Originariamente era suffraganea dell'arcidiocesi di Curitiba.
Il 16 ottobre 1979 la diocesi fu elevata al rango di arcidiocesi metropolitana con la bolla Maiori Christifidelium di papa Giovanni Paolo II.

## Cronotassi dei vescovi
Si omettono i periodi di sede vacante non superiori ai 2 anni o non storicamente accertati.
- Armando Círio, O.S.I. † (5 maggio 1978 - 27 dicembre 1995 ritirato)
- Lúcio Ignácio Baumgaertner † (27 dicembre 1995 - 31 ottobre 2007 ritirato)
- Mauro Aparecido dos Santos † (31 ottobre 2007 - 11 marzo 2021 deceduto)
- Adelar Baruffi (22 settembre 2021 - 12 febbraio 2024 dimesso)[2]
- José Mário Scalon Angonese, dal 2 maggio 2024

## Statistiche
L'arcidiocesi nel 2021 su una popolazione di 468.163 persone contava 349.970 battezzati, corrispondenti al 74,8% del totale.
| anno | popolazione | popolazione | popolazione | presbiteri | presbiteri | presbiteri | presbiteri                | diaconi | religiosi | religiosi | parrocchie |
| anno | battezzati  | totale      | %           | numero     | secolari   | regolari   | battezzati per presbitero | diaconi | uomini    | donne     | parrocchie |
| ---- | ----------- | ----------- | ----------- | ---------- | ---------- | ---------- | ------------------------- | ------- | --------- | --------- | ---------- |
| 1980 | 425.000     | 463.000     | 91,8        | 44         | 14         | 30         | 9.659                     |         | 55        | 68        | 23         |
| 1990 | 374.000     | 400.000     | 93,5        | 99         | 65         | 34         | 3.777                     | 2       | 36        | 132       | 62         |
| 1999 | 280.478     | 377.311     | 74,3        | 53         | 19         | 34         | 5.292                     |         | 40        | 112       | 29         |
| 2000 | 280.478     | 377.311     | 74,3        | 52         | 18         | 34         | 5.393                     |         | 39        | 118       | 29         |
| 2001 | 285.857     | 381.143     | 75,0        | 53         | 19         | 34         | 5.393                     |         | 69        | 110       | 29         |
| 2002 | 285.857     | 381.143     | 75,0        | 55         | 20         | 35         | 5.197                     |         | 75        | 116       | 29         |
| 2003 | 285.857     | 381.143     | 75,0        | 57         | 21         | 36         | 5.015                     |         | 74        | 115       | 29         |
| 2004 | 285.857     | 381.143     | 75,0        | 55         | 21         | 34         | 5.197                     |         | 75        | 104       | 29         |
| 2006 | 292.000     | 390.000     | 74,9        | 60         | 22         | 38         | 4.866                     |         | 68        | 111       | 30         |
| 2013 | 328.000     | 436.000     | 75,2        | 68         | 33         | 35         | 4.823                     |         | 60        | 90        | 40         |
| 2016 | 338.700     | 451.601     | 75,0        | 71         | 38         | 33         | 4.770                     | 1       | 49        | 84        | 33         |
| 2019 | 345.486     | 462.200     | 74,7        | 73         | 39         | 34         | 4.732                     | 1       | 45        | 83        | 39         |
| 2021 | 349.970     | 468.163     | 74,8        | 69         | 37         | 32         | 5.072                     | 1       | 75        | 108       | 39         |